# Ксана
Ксана (исп. Xana) — персонаж астурийской мифологии. По поверьям, это молодая женщина чрезвычайной красоты, живущая в родниках, реках, водопадах, в пещерах или в лесах с источниками чистой воды. Обычно её описывают как стройную девушку с длинными белыми или светло-каштановыми волосами (чаще всего кудрявыми), которые она расчёсывает золотым либо серебряным гребнем, изготовленным соответственно из солнечного или лунного света. Этимология астурийского слова xana неясна, хотя некоторые исследователи считают, что оно происходит от латинского имени богини Дианы. Ссылки на места, где, по мифологии, обитали ксаны, распространены в астурийской топонимике.

## Характеристики
По легендам, ксаны подменяют человеческих детей своими, а иногда также нападают на людей, порой крадут их пищу.
Но ксана может быть и благотворным духом, предлагая «воду любви» (англ. love water) путешественникам и обещая сокровища, а подчас и вручая награду — золото или серебро — тому, кто окажется достойным  в ходе неопределённого суждения. Их чарующие голоса можно услышать весной и в летние ночи. Если человек с чистой душой услышит их песню, его наполнит чувство покоя и любви. Те же, чьи души не чисты, ощутят удушье и могут сойти с ума.
Ксаны обычно изображаются в двух вариантах. В первом они выглядят, как молодые девушки-северянки, очень красивые, с длинными белокурыми волосами. Это изображение обычно ассоциируется с ксанами, обладающими сокровищами или находящимися под заклинанием (в последнем случае они могут быть расколдованы). Напротив, в историях, где ксаны похищают детей, подменяя их своими, или проникают в дома, чтобы кого-либо укусить или что-либо украсть, они описываются миниатюрными, стройными и темноволосыми.

## Ксанинос
Ксаны имеют детей (ксанинос), но не могут вскармливать потомство, поскольку у них не вырабатывается грудное молоко. Поэтому они обычно подменяют своими отпрысками детей обычных женщин. Подменыши, однако, растут невероятно быстро, и мать похищенного малыша не может не догадаться о подмене, увидев, что всего за несколько месяцев дитя поразительно повзрослело. Но можно разоблачить ксанино и раньше: нужно поместить несколько горшков и яичных скорлуп возле огня, и если испытуемый действительно подменыш, он заявит: «Я был рождён сотню лет назад, но никогда не видел столько яичных скорлуп возле огня!»

## Сказки с участием ксан
Истории о ксанах можно разделить на четыре широких категории в зависимости от сюжета. К первой относятся те, в которых у ксаны есть ребёнок и она подменяет им младенца обычной женщины. Вторая категория охватывает рассказы о ксанах, которые страдают от заклятия и могут быть расколдованы при условии выполнения некоего тайного обряда. В третьем варианте сюжета ксана обладает сокровищами и богатством, которые заполучила случайно или в результате пожертвования либо кражи. Бывает, что такая история оканчивается благополучно для человека, выступающего её персонажем, — он получает сокровище, но в большинстве случаев этого не происходит. Наконец, в четвёртой категории собраны истории, в которых ксаны злонамеренны: так, иногда они проникают в дом через замочную скважину; в некоторых историях ксана заколдовывает кого-то, в некоторых она сама превращается в животное; известны также рассказы, в которых ксана даёт магический пояс.

## Ксаны в литературе
- В известном романе кубинской писательницы Даины Чавьяно «Остров бесконечной любви» (La isla de los amores infinitos, 2006) автор использует образ ксаны. Когда один из персонажей встречает ксану, расчёсывающую свои волосы, диалог между ними отмечает ключевой поворот в сюжете.
- В серии книг «Восход тьмы» (2011—2015) канадской писательницы Келли Армстронг[англ.]*[4] (Kelley Armstrong) обозначены три персонажа, считающиеся ксанами. Они стали таковыми в ходе генетической мотивации, возродив сверхъестественную расу. Их принадлежность к этой расе и наличие у них сверхъестественных способностей подтверждается в романе «Восхождение» (The Rising, 2013).